# Prevost-mókus
A Prevost-mókus (Callosciurus prevostii) az emlősök (Mammalia) osztályának rágcsálók (Rodentia) rendjébe, ezen belül a mókusfélék (Sciuridae) családjába tartozó faj.
A Callosciurus mókusnem típusfaja.

## Előfordulása
A Prevost-mókus Thaiföld, Malajzia, Indonézia és Brunei területén honos.

## Alfajai
- Callosciurus prevostii prevostii Desmarest, 1822
- Callosciurus prevostii atricapillus Schlegel, 1863
- Callosciurus prevostii melanops Miller, 1902
- Callosciurus prevostii piceus Peters, 1866
- Callosciurus prevostii rafflesii Vigors & Horsfield, 1828
- Callosciurus prevostii sarawakensis Gray, 1867

## Megjelenése
A felső szőrzete fekete, az alsó szőrzete gesztenyebarna.

## Életmódja
Tápláléka gyümölcsök, magvak, tojások, rügyek, virágok, még a rovarokat sem veti meg. A fogságban 21 évig él.

## Szaporodása
A párzási időszak egész évben tart. A 40 napig tartó vemhesség végén 1-4 kölyöknek ad életet. A kölykök születéskor 16 grammosak.